# 2792 Ponomarev
2792 Ponomarev este un asteroid din centura principală, descoperit pe 13 martie 1977 de Nikolai Cernîh.